# Тамлык (посёлок)
Дружелю́бие — посёлок в Новоусманском районе Воронежской области. Входит в Рогачёвское сельское поселение.

## Население
| 2008 | 2010 |
| ---- | ---- |
| 6    | ↗7   |

## Достопримечательности
В посёлке находится памятник археологии — Курганный могильник «Тамлык», эпоха бронзы (2 тыс. лет до н. э.).